# 單用戶模式
單用戶模式（英語：Single user mode），是在类Unix系统上工作時的一種擁有超级用户權限的模式。通常在開機選單給予1或S參數能進入這個模式。這個模式只在面對主機實體時才有機會透過開機選單進入，也因此確保超級權限授予的對象是能接觸到主機的超級用戶。此操作通常用於維護硬盘分区或更改超級用戶密碼等需在磁碟掛載前操作的維護。

## 外部連結
- Linux 核心參數（页面存档备份，存于）
- 蘋果電腦操作（页面存档备份，存于）